# 아코성

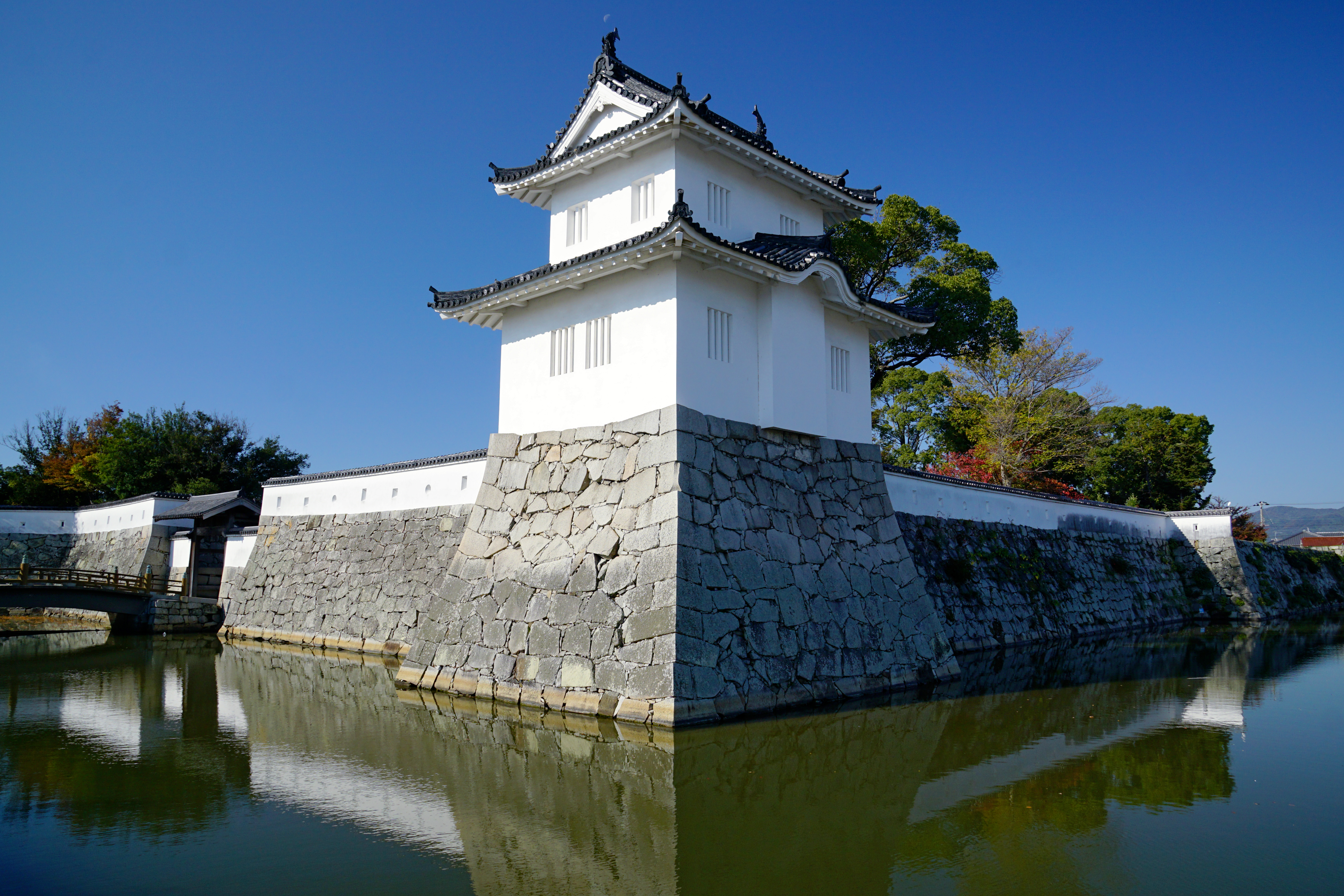
오테 문과 오테 망루

아코성(일본어: 赤穂城)은 일본 효고현 아코시에 있는 변형윤곽식 평성이다. 특히 주신구라(忠臣蔵: 충신장)로 잘 알려진 비운의 번주 아사노 나가노리의 거성이었다. 국가 지정 사적 및 명승지이다. 다른 이름으로는 가리야성(加里屋城), 오타카성(大鷹城)이 있다.

## 개요
에도 시대, 아코번의 번청이었다. 오사카 전투 후, 본격적으로 축성되었다. 성의 배치는 변형윤곽식이며, 혼마루, 니노마루가 윤곽식으로 패치되어 있다. 그 북쪽에 산노마루가 제곽식 형태로 설계 배치되었다. 총포전을 염두에 두고 설계되어 십자포화가 가능하도록 치성의 형식을 다수 채용하였다. 성곽의 배치는 아사노 나가나오가 번주로 있던 시기이다. 아사노씨의 군사로 고슈류 병법학자(甲州流兵学者) 곤도 마사즈미에 의해 성이 설계되었다. 나가나오가 축성중, 야마가 소코를 초청해, 성곽의 배치에 관한 자문을 구했다. 그렇게 해서 니노마루 주변을 다시 정비하였다. 이때까지 해자 하나를 가진 수수한 성에 불과하였다.
아코 성은 5만 석의 아사노씨에게는 분수가 맞지 않게 크게 지어져, 이것 때문에 재정난에 봉착하기도 했다. 5층 천수를 지을 계획을 했지만, 막부의 우려와 재정난으로 실현되지는 않았다. 그래서, 천수가 없는 천수대만 남아있는 상태이다.
아코 시내를 흐르는 지쿠사 강으로부터 상수도를 건설하여, 성 안뿐만 아니라, 성 하 마을의 각 가옥에도 음용수를 공급하였다. 이 상수도는 일본 3대 상수도의 하나이다.
메이지 시대전기에 성 안의 건물은 파괴 매각되어 성벽과 해자만 남아 있다. 쇼와(1926년 12월 ~ 1989년 1월), 헤이세이(1989년 1월 ~ 현재)기간 동안에 망루, 문, 담, 정원이 복원되었다. 현재에도 니노마루 정원이 복원중에 있다. 또, 1939년부터 1982년까지 혼마루 내의 서양식 건물인 구제(舊制) 아코 중학교, 신제(新制)아코 고등학교의 학사가 지어져 있었다.

## 역사
무로마치 시대 ~ 아즈치모모야마 시대
- 1466년 ~ 1483년동안 오카 미쓰히로가 가리야 성을 축성한다. 이 지역에 처음 지어진 성이었다.
- 1600년 히메지번주 이케다 데루마사의 동생 나가마사가 아코의 영주로 되어 아코 성의 전신인 오타카 성을 축성한다.

에도 시대
- 1613년 아코는 이케다 데루마사의 차남 오카야마번주 이케다 다다쓰구의 소령으로 되어, 해자, 성벽, 망루, 문이 조성되었다.
- 1615년 이케다 다다쓰구의 동생 마사쓰나가 3만 5천 석을 받아 아코번이 성립되었다. 이 시기 어전이 조성되었다.
- 1631년 이케다 마사쓰나가 자식없이 죽자, 동생 데루오키가 입봉되어 오타카 성에 입성한다. 그리고, 망루, 마굿간을 조성하였다.
- 1645년 이케다 데루오키가 정신이 혼미한 관계로 영지가 몰수되었다. 성은 빗추 마쓰야마 번주 미즈노야 가쓰타카에게 맡겨지게 된다. 같은 해에 아사노 나가나오가 5만 3천 석으로 입봉되어 입성한다.

- 1646년 근세 성곽으로 탈바꿈하기 위해 곤도 마사즈미가 설계도를 작성하고, 골재채취를 시작한다.
- 1648년 음력 6월 17일 (8월 5일)에 막부에 건설계획을 제출하고, 이례적으로 그날 바로 허가를 얻어 축성하기 시작한다.
- 1652년 야마가 소코에 1천 석을 주어 초청한 뒤, 축성에 관한 자문을 구한다. 그리고, 니노마루 주변을 다시 정비한다.
- 1661년 아코 성이 완성되었다.
- 1701년 아코 아사노씨 3대 번주인 아사노 나가노리가 에도 성안에서 기라 요시히사에게 상처를 입힌 사건으로 영지를 몰수되었다. 성은 다쓰노 번주 와키사카 야스테루에게 맡겨진다.
- 1702년 나가이 나오히로가 3만 3천 석에 입봉되어 입성하고, 아코 번의 낭인을 토벌한다.
- 1706년 나오히로가 전봉되었고, 모리 나가나오가 2만 석에 입봉되어 입성한다. 하이한치켄[5]까지 모리씨가 대대로 성주로 역임되었다.

메이지 시대이후
- 1873년 폐성령에 따라 폐성되었다.

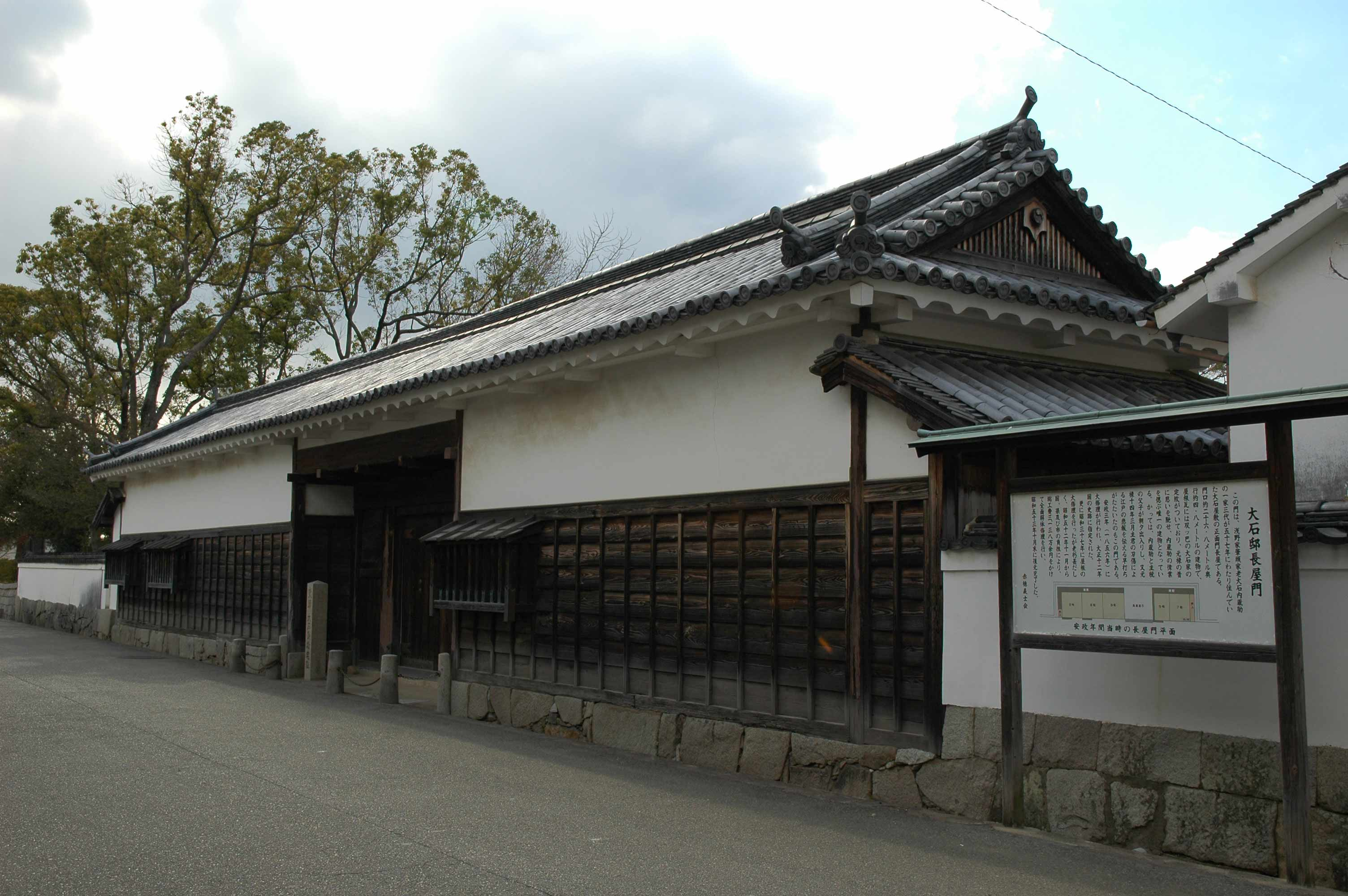
오이시 요시오의 저택

- 1876년 시카마 현(현 효고현) 권령(權令)에 따라 아코 성의 매각절차를 시행한다. 이후, 아코 성의 건물은 순차적으로 매각되었다.
- 1923년 오이시 요시오의 저택이 국가 지정 사적으로 등록되었다.
- 1955년 오테 문, 오테 스미 망루가 복원되었다.
- 1971년 아코 성이 국가 지정 사적으로 등록되었다.
- 1996년 오테 문 및 마스가타[6], 혼마루 문 및 마스가타, 혼마루 우마야구치 문이 복원되었다. 혼마루 문이 1999년 NHK 대하드라마 《겐로쿠 요란(元禄繚乱)》의 배경으로 촬영되었다.
- 2002년 옛 아코조 정원(혼마루 정원 및 니노마루 정원)이 국가 지정 명승지로 등록되었다.
- 2006년 일본 성곽협회에서 일본 100대 명성으로 선정되었다.
- 현재, 니노마루 정원을 정비하고 있다.

## 교통
- JR 서일본 반슈 아코 역에서 하차 도보로 15분소요.
- 유의사항: 열차가 드문 관계로 열차 시간 체크 요망.

## 같이 보기
- 야마가 소코와 관련된 성
  - 아코 성
  - 히라도성